# Zehra Güneş
Zehra Güneş, född 7 juli 1999 i Istanbul, Turkiet, är en volleybollspelare (center).
Güneş började spela med Vakıfbank SKs ungdomslag som tolvåring. Med dem blev hon turkisk mästare för åldersgruppen två gånger. Fortfarande som junior spelade hon ett år (2014–2015) med Istanbul BB. Säsongen 2015–2016 var hon med och tog Vakıfbanks andralag från Voleybol 2. Ligi till Voleybol 1. Ligi (nästa högsta serien). Följande säsong spelade med Beşiktaş JK innan hon återvände till Vakıfbank SK där hon fortsatt spela sedan dess. Med seniorlaget har hon vunnit turkiska mästerskapen 2017–2018,  2018–2019 och 2020–2021, turkiska cupen 2017–2018 och 2020–2021 och turkiska supercupen 2017 och 2021 i Turkiet och internationellt har hon vunnit världsmästerskapet i volleyboll för klubblag 2017, 2018 och 2021 och CEV Champions League 2017–2018 med laget. Hon blev utsedd till bästa ungdom i serien 2018 och fick sponsorns specialpris 2021. Vid världsmästerskapen för klubblag blev hon utsedd till bästa center både 2019 och 2021.
Hon har spelat med Turkiets landslag både med ungdomslagen och med seniorlaget. 
Hon deltog vid Ungdomsvärldsmästerskapet i volleyboll för flickor 2015 där Turkiet kom fyra och hon själv blev utsedd till bästa center. Vid Junioreuropamästerskapet i volleyboll för damer 2016 tog hon brons med Turkiet och under 2017 deltog hon både vid U-20 VM (där hon igen utsågs till bästa center) och vid U-23 VM som Turkiet vann. Med seniorlandslaget har hon vunnit silver vid EM 2019, brons vid EM 2021 och guld vid EM 2023.